# Iren Eichenberger
Iren Eichenberger (* 13. Januar 1957; heimatberechtigt in Beinwil am See) ist eine Schweizer Politikerin (Grüne).

## Leben
Iren Eichenberger ist Sozialarbeiterin und war bis zu ihrer Pensionierung 2021 fast dreissig Jahre als Geschäftsführerin der Aids-Hilfe Schaffhausen tätig. Sie lebt in Schaffhausen.

## Politik
Iren Eichenberger war 1990 Gründungsmitglied der Ökoliberalen Bewegung Schaffhausen ÖBS, der Vorgängerorganisation der Grünen Partei Schaffhausen. Sie war von 1990 bis 2021 Vorstandsmitglied und von 2001 bis 2014 deren Präsidentin. Seit 1993 ist sie Mitglied des Grossen Stadtrates (Legislative) von Schaffhausen.
Iren Eichenberger war von 2001 bis 2016 und ist seit 2021 Mitglied des Kantonsrates des Kantons Schaffhausen.
Iren Eichenberger ist Vorstandsmitglied des Verkehrsclub Schaffhausen und Mitglied der Kantonalkommission Pro Infirmis TG/SH.